# Illiberális demokrácia
| Valódi demokrácia: 9,00-10,00 8,00-8,99 Hiányos demokrácia: 7,00-7,99 6,00-6,99 | Alaki demokrácia: 5,00-5,99 4,00-4,99 Önkényuralmi rendszer: 3,00-3,99 2,00-2,99 0,00-1,99 |

Az Economist Intelligence Unit demokráciaindex-térképe 2016-ból
Valódi demokrácia:
9,00-10,00
8,00-8,99
Hiányos demokrácia:
7,00-7,99
6,00-6,99
Alaki demokrácia:
5,00-5,99
4,00-4,99
Önkényuralmi rendszer:
3,00-3,99
2,00-2,99
0,00-1,99
Elégtelen információ, nincs értékelés:

Az illiberális demokrácia egy olyan kormányzati rendszer, melyben ugyan szabad választásokat tartanak, de a polgári szabadságjogok hiányosságai miatt a nép hatalma korlátozott. Ennek egyik oka lehet, hogy a demokratikus működést ("fékek és ellensúlyok rendszerét", a hatalmi ágak szétválasztását) garantáló alkotmányt az adott ország kormánya figyelmen kívül hagyja, vagy ha a szabadságjogok alkotmányos keretei eleve hiányoznak. Az illiberális demokráciák kormányai felhatalmazva érzik magukat bármilyen intézkedésre mindaddig, amíg országukban rendszeres választásokat tartanak. Az illiberális demokráciák sajátos jellemzője, hogy a választásokon nem biztosítottak az egyenlő versenyfeltételek, hiszen valamennyi hivatalos szerv mellett a televízió és rádióadók jelentős része állami felügyelet alatt áll és a regnáló kormányt támogatja. Az illiberális demokráciák széles spektruma létezik, a közel liberális demokráciáktól a diktatúrákig.
A fogalmat először Fareed Zakaria használta egy gyakran idézett cikkében, mely 1997-ben jelent meg a Foreign Affairs  című politikai amerikai folyóiratban.
A Fidesz politikusainak értelmezésében az illiberalizmus fogalma már a modern liberalizmus kritikájaként jelenik meg, magát újabb, sikeresebb korszaknak definiálva. Az illiberalizmus a liberális eszmékkel nem ért egyet, így a nyílt társadalom eszméje helyett a nemzeti szuverenitást és a hagyományokat tartja fontosabbnak, mint például a klasszikus családmodell. Ebben az értelmezésben a liberalizmus fogalma nem azonos a demokrácia fogalmával (sőt, egyes liberális irányzatok egyenesen antidemokratikusak), így az illiberalizmus sem a demokrácia ellen irányul.
Orbán Viktor Magyarország miniszterelnökeként a következőképpen definiálta az illiberalizmust 2017. április 26-i parlamenti felszólalásában: „Az illiberális demokrácia az, amikor nem a liberálisok nyernek”.
2020-ban az amerikai Freedom House, illetve 2022-ben az Európai Parlament is Magyarországot a hibrid-rezsimek (választási autokrácia) közé sorolta be. A svéd V-Dem intézet a Fidesz 2022-es nagyarányú győzelmét a választási szabályok manipulációjával jellemezte, ahol a sajtószabadság és az igazságszolgáltatás működése is kívánnivalót hagy maga után.

## A liberális demokrácia kritikája

Jelentősen autokratizálódó (piros és rozsdabarna) vagy demokratizálódó (kék) országok 2010–2020 között. A szürkével jelölt országok lényegében változatlanok.
Az autokratizálódó országok között az USA D. Trump idején. Politológusok a demokrácia visszaesésében ékes példának hozzák fel Kelet-Európában Lengyelországot és Orbán Viktor Magyarországát.

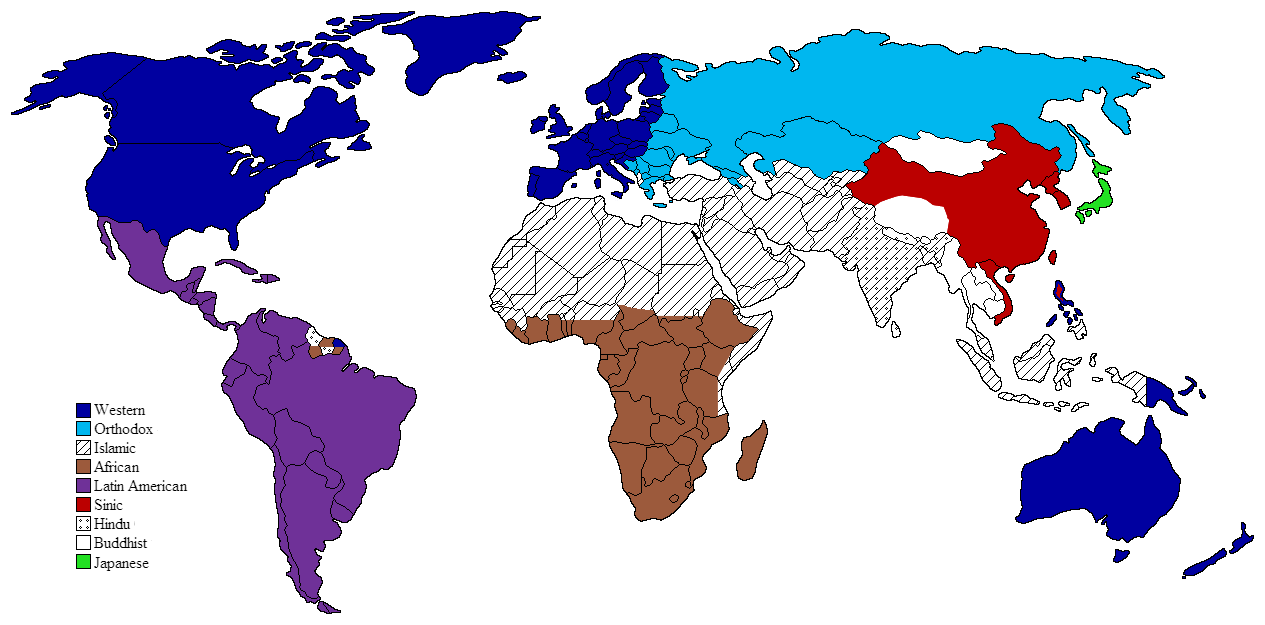
A civilizációk világa

A liberális demokráciával szemben sok kifogás merült fel a 20. század végének égető politikaelméleti kérdésére választ kereső politológusok részéről, politikai, jogi és történelemelméleti szempontból is. A bírálatok egy része Francis Fukuyama 1992-ben megjelent, A történelem vége és az utolsó ember c. művéhez kapcsolódik, mely egy sajátos evolucionista felfogás szellemében a liberális demokráciát nevezte meg a létező legfejlettebb, 1989 után világszerte előretörő és támogatandó politikai berendezkedésként; vele szemben Samuel P. Huntington 1993-as cikkében az államok kulturális, civilizációs alapon való önmeghatározását hangoztatta.
A liberális demokrácia működési elvének nem megfeleltethető, un. zárt társadalmak kritikája Karl Popperhez fűződik. A liberális demokrácia fogalma gyakori, szubjektív és polemikus felemlegetése miatt egyes vélemények szerint elkoptatottá vált: míg George W. Bush a nyugati típusú demokrácia exportálása érdekében vállalt nemzetközi fegyveres konfliktusokat, addig többek között Soros György ugyanazon demokrácia nevében Bush leváltását tekintette egyik legfontosabb feladatának. További különbség, hogy Karl Popper a totalitárius rezsimeket támadta, míg a Soros által létrehozott alapítványok félig vagy egészen demokratikus országokat bírálnak. További viták tárgya ugyanakkor, hogy milyen mértékben exportálható és adaptálható a nyugati típusú demokrácia, valamint egyes földrajzi régiókban milyen ideológia és államforma képes biztosítani a politika szabadságjogok, a biztonság és a jólét együttesét és minél magasabb szintjét.
Terminológiai hibákhoz vezethet, hogy számos politikus és véleményformáló értelmiségi napjaink liberális demokráciáját magával a demokráciával azonosítja és a liberalizmus-kritikát utóbbi bírálataként értelmezi. A fogalmi tisztánlátást nehezíti, hogy a liberalizmusnak többfajta irányzata is kialakult – és ezek nem mindegyike számított a mai értelemben véve demokratikusnak –, továbbá a liberális demokrácia nem jelenti a többségi akarat egyértelmű érvényesülését, azáltal, hogy az egyéni és a kisebbségi jogokra helyez különös hangsúlyt.

## Az illiberális demokrácia fogalmának kialakulása

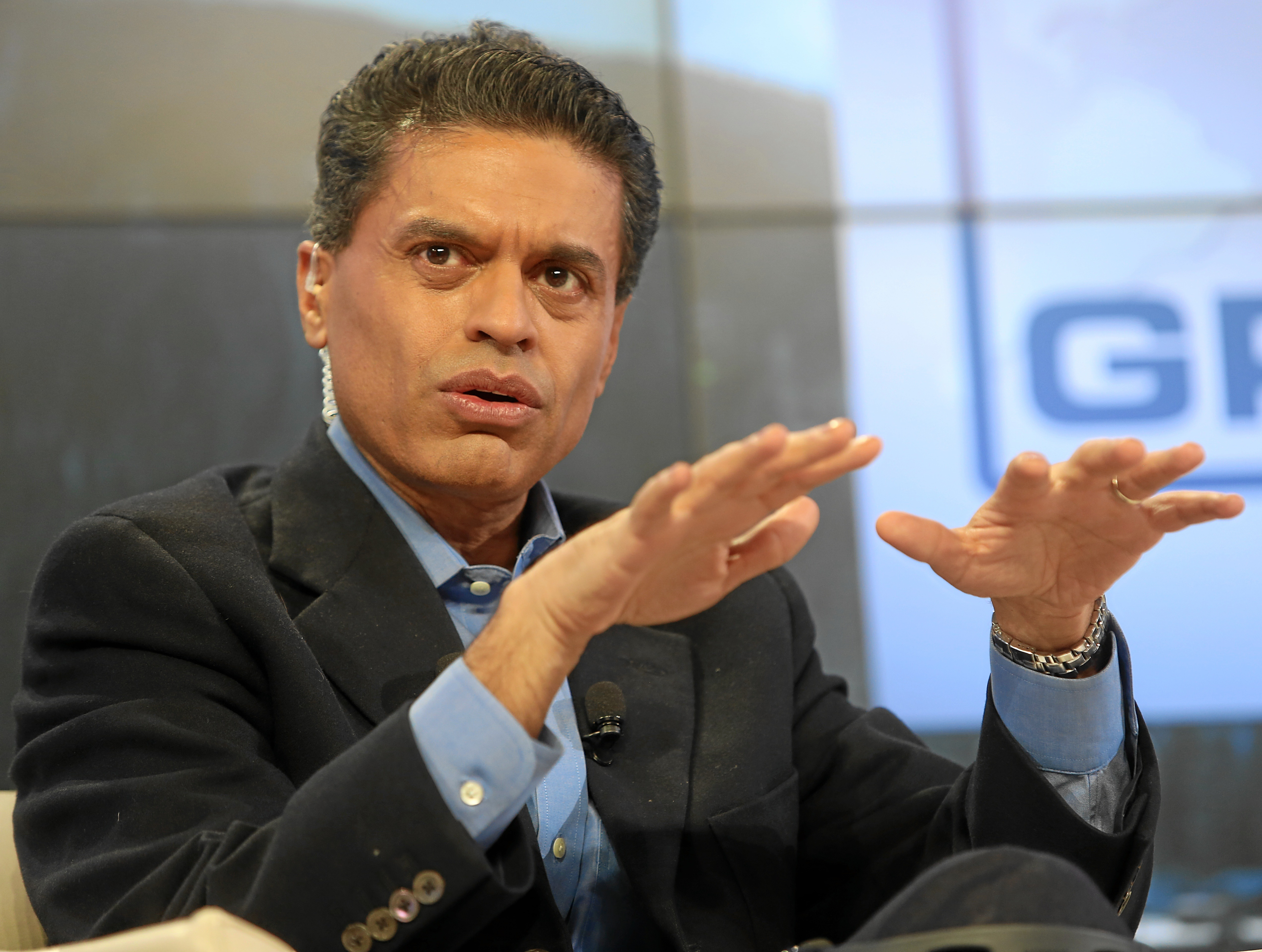
Fareed Zakaria amerikai politológus, az illiberális demokrácia fogalmának megteremtője

A liberális politikai autokrácia korlátozhatatlannak tartja az egyéni szabadságot, ezért általában ellenez minden állami szabályozást a következő területeken: irodalom, művészet, tudomány, szerencsejáték, szex, prostitúció, abortusz, eutanázia, alkohol, könnyű drogok.
Az illiberalizmus fogalma elsőként a polgári demokrácia, a köztársasági államforma és a többpártrendszer kritikáját foglalta magában. Oswald Spengler (1880-1936) konzervatív filozófus Poroszság és szocializmus (Preußentum und Sozialismus) c. könyvében a liberális parlamentarizmus ellen szólalt fel. A konzervatívok és baloldaliak liberalizmus-ellenes összefogását sürgette, hisz e két irányzat "sohasem veszítette el illiberális és antiparlamentáris tendenciáját."
Az illiberális demokrácia fogalmát Fareed Rafiq Zakaria indiai származású USA-beli szerző írta le a The Rise of Illiberal Democracy című tanulmányában, 1997-ben. Szerinte az életviszonyok és az egyéni szabadságjogok szempontjából sokszor előnyösebb egy féldemokratikus-félautoriter, de önkorlátozásra törekvő jogállam, mint egy többségi felhatalmazásra hivatkozó, hatalmát korlátlannak tételező politikai autokrácia. A nyugati demokráciákat követő társadalomfejlődéshez ezért nem annyira többpárti választásokra van szükség, mint inkább jogállamra és a szabadságjogok tiszteletére, aminek kialakulása és megszilárdulása természetesen fokozatos folyamat.

## A fogalom kritikája
Steven Levitsky, a Harvard Egyetem professzora és Lucan Way 2002-ben írt kritikája szerint az ellenzéki pártokat vagy a független médiát korlátozó rendszer nem demokrácia, hanem pszeudodemokrácia, egy fölülről irányított demokrácia. Példaként ilyen állam volt Szerbia Milosevics alatt. Zimbabwe vagy Oroszország sem tekinthetők valódi demokráciának, hanem egyre inkább tekintélyelvű működés felé haladnak. A szerzőpáros a kompetitív önkényuralom kifejezést használta az ilyen rezsimekre.
A fejlett demokrácia jellemzően a gazdag országokban megvalósuló társadalmi rendszer. Olyan államokban, ahol a középosztály aránya növekszik és a civil kontroll erősödik, a társadalom egyre összetettebbé válik, ezért az így fejlődő államokban egyre nehezebb illiberális, autokratikus eszközökkel kormányozni. Az ilyen államok esetében, ha a liberális normarendszer sérül, egy jól működő demokrácia az intézményes kontroll és a hatalommegosztás mechanizmusaival korrigálni tud.
Egy felmérés szerint Magyarországon nem alakult ki a középosztály.
Karl Popper életműve, többek között A nyitott társadalom és ellenségei (The Open Society and Its Enemies) c. könyve nagy hatást gyakorolt Soros György közgazdászra; utóbbi a „A nyílt társadalom, avagy a globális kapitalizmus megreformálása” c. írásában és nyilatkozataiban annak adott hangot, hogy az illiberális demokrácia nem felel meg a nyílt társadalom feltételinek.
Kornai János közgazdász 2016 októberében kijelentette, hogy „az illiberális demokrácia olyan, mint az ateista pápa: magában a jelzős szerkezetben ellentmondás van”, illetve emlékeztetett rá, hogy „a kommunista diktatúra is népi demokráciának nevezte magát”.

## Példák
Az illiberális demokrácia egy klasszikus példája Szingapúr, ahol az 1960-as évektől a Népi Akciópárt bebetonozta a hatalmát és korlátozta a gyülekezési jogot és az egyesülési jogot, majd megszállta a médiát, a nem kormányzati szervezeteket, az akadémiákat, oktatási intézményeket. Így bár technikailag többpárti választások vannak, Szingapúr politikai valóságában, az ellenzéki politikában nagyon nehéz megjelenni, ami meglátszik a választási eredményeken. Ugyanakkor nem illiberális demokrácia, hanem liberális önkényuralom Hongkong, ahol a lakosok elvileg a korábbi gyarmattartó Egyesült Királyságban elfogadott szabadságjogokat élvezik, de nem választhatnak vezetőket, mivel a kínai kormány korlátozza a szabad választásokat és ellenőrizni szeretné, hogy mely jelöltekre lehetne szavazni a hongkongi kormányzó megválasztásakor.
Oroszországban az újságírók meggyilkolásának sorozata jól mutatja a szólásszabadság brutális elnyomását. Az összes nagy televíziós hálózatot a kormány birtokolja, és ezek egyoldalúan és teljesen nyíltan támogatják a kormányt támogató pártokat a választások során.

## Az illiberális demokrácia kifejezés használata a magyar közéletben

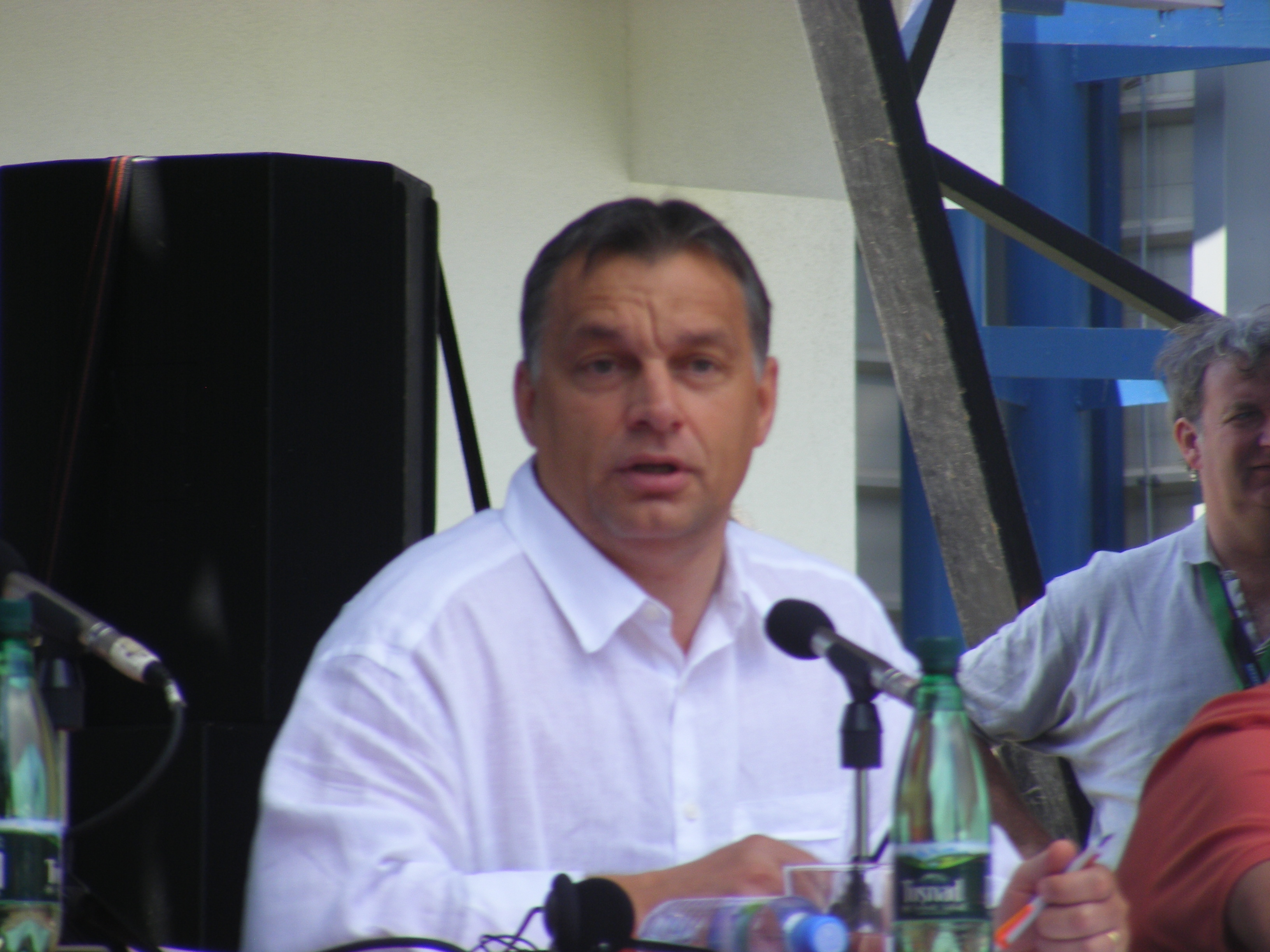
Orbán Viktor Tusnádfürdőn, a Bálványosi Nyári Szabadegyetemen 2010-ben

A kifejezés, Zakariára hivatkozva és a magyar belpolitikai viszonyokra alkalmazva először a második Orbán-kormány kormányzásának idején jelent meg a magyar ellenzéki sajtóban.

### Orbán Viktor tusnádfürdői beszéde
Az illiberális demokrácia fogalma azután került újra a figyelem középpontjába, hogy Orbán Viktor miniszterelnök a 2014. július 25-én elmondott tusnádfürdői beszédében a világban létező illiberális demokráciákról beszélt, amelyek nem nyugatiak, nem liberálisok és talán nem is demokráciák, és mégis sikeresek, a politológia elemzések „sztárjai" Szingapúr, Kína, India, Oroszország, Törökország. A miniszterelnök részben Zakaria téziseire hivatkozva bírálta a liberális felfogást. Szerinte az új magyar államszerveződés a liberális demokrácia korszaka után a kereszténység, a szabadság, az emberi jogok értékeit tiszteletben tartva, ismét versenyképessé teszi a magyar közösséget. Kijelentette, hogy a munkaalapú társadalom az élősködő társadalmi elit uralmának ellentéte, nem pedig a liberális szabadságjogok felszámolása. Az illiberális fogalom és politológiai terminológia használata belföldön és külföldön azonnal élénk visszhangot váltott ki. A miniszterelnök vonatkozó mondatai:

„Ne az legyen a magyar társadalom szervezőelve, hogy mindent szabad, ami más szabadságát nem sérti, hanem legyen az, hogy amit nem akarsz, hogy veled cselekedjenek, te se tedd azt másokkal.…

…A liberális demokrácia nem volt képes arra, hogy nyíltan kimondja és kötelezze – akár alkotmányos erővel – a mindenkori kormányokat arra, hogy munkájukkal a nemzeti érdekeket szolgálja. … Nem védte meg a liberális demokrácia, a liberális magyar állam nem védte meg a közösségi vagyont. … Aztán a liberális magyar állam nem védte meg az országot az eladósodástól. … Nem védte meg a családokat az adósrabszolgaságtól sem.…

…Ami Magyarországon ma történik, értelmezhető úgy, hogy a mindenkori politikai vezetés arra tesz kísérletet, hogy az emberek személyes munkája és érdeke, amelyet el kell ismerni, az a közösség, a nemzet életével szoros összefüggésben álljon, a kapcsolat megmaradjon, ez a kapcsolat erősödjön. Vagyis a magyar nemzet nem egyének puszta halmaza, hanem egy közösség, amelyet szervezni, erősíteni és építeni kell. Ilyen értelemben tehát az az új állam, amit Magyarországon építünk, illiberális állam, nem liberális állam. Nem tagadja a liberalizmus alapvető értékeit, mint a szabadság, de nem teszi ezt az ideológiát az államszerveződés központi elemévé, hanem egy attól eltérő, sajátos nemzeti megközelítést alkalmaz.”

– miniszterelnök.hu

A komoly érdeklődést keltett beszédét később egy kötcsei pártrendezvényen úgy értelmezte, hogy se neki, se a Fidesznek nincs semmi gondja a demokráciával, se a versenygazdaság jelenlegi működésével. Csak arra akarta felhívni a figyelmet Tusnádfürdőn, hogy ezeket a liberális jelző nélkül is lehet működtetni.

### A tusnádfürdői beszéd fogadtatása
A beszéd jelentős politikai vitatémává vált belföldön és külföldön egyaránt.
Többször előfordult, hogy a beszédet erősen leegyszerűsítve, sőt manipulatívan fordították le idegen nyelvekre. A Békemenet egyik szervezője szerint az illiberális demokrácia elnevezés helyett a közösségelvű és nemzeti demokrácia a pontos elnevezése annak a konzervatív állameszménynek, amiről a miniszterelnök beszélt. 2014. július 28-án az Együtt-PM Szövetség az Európai Bizottsághoz fordult Orbán Viktor miniszterelnök Tusnádfürdőn mondott beszéde és a civil szervezetek helyzete miatt.
Lánczi András, a Politikatudományi Intézet igazgatója szokatlannak nevezte, hogy egy politikus gondolkodni kezd.
Az Európai Bizottság szóvivője szerint egy nyári diáktáborban elmondott beszédből a bizottságnak nincs oka arra következtetni, hogy Magyarország elállna szerződésben rögzített kötelezettségeinek teljesítésétől. Az ellenzéki LMP pártvezető reagálása szerint önmagában a liberális demokrácia valóban számtalan 21. századi kérdésre nem ad választ.

### Külföldi reagálások a tusnádfürdői beszédre
- 2014. július 31-én maga Fareed Zakaria reagált cikkében Orbán Viktor beszédére és úgy vélekedett hogy, a magyar miniszterelnök olyan rendszert vezetett be Magyarországon, ami leginkább putyinizmusként írható le.[49]
- 2014. augusztus 1-jén a The New York Times az Európai Unió próbája című szerkesztőségi cikkében keményen bírálta a tusnádfürdői beszédben megfogalmazott gondolatokat.[50]
- 2014 augusztusában az arab Al Jazeera hírtévé is foglalkozott a tusnádfürdői beszéddel. A műsor szerint Magyarország az oroszoktól lesi el az „illiberális” modellt.[51][52]
- 2014. augusztus 6-án a Washington Post szerkesztőségi cikkben kritizálta Orbán Viktort.[53]
- 2014. augusztus 9-én a Politiken című dán lapban Rune Lykkeberg szerkesztő kifejtette, hogy Orbán beszéde a nyugati demokrácia hatékony rendszerkritikája. Szerinte a nyugati ostobaság és süketség jele Orbánt a politikai gonoszság ikonjaként beállítani.[54][55]
- 2014. augusztus 28-án a Die Weltben jelent meg reagálás. A német liberális lap szerint Orbán Viktor gondolatai annyira illenek a nyugati értékrendhez, mint egy krumpli a tulipánföldhöz.[56][57]
- 2014. szeptember 3-án Orbán Viktor beszédével kapcsolatban írásbeli kérdéssel fordult az Európai Bizottsághoz Pavel Telicka, az európai liberálisok európai parlamenti (EP-) frakciójának egyik alelnöke.[58]
- Szeptember közepén Benjamin Cardin Maryland szenátora a civil szervezetek elleni magyarországi rajtaütést hozta föl példának, amikor arról beszélt, hogy sok országban visszafejlődik a demokrácia. „A hét elején a magyar hatóságok rajtaütöttek két budapesti civil szervezet irodáján, ami, úgy tűnik, a civilekre gyakorolt egyre erősebb nyomásgyakorlás része. Ezek a tettek nem csak a demokráciát ássák alá, de az oknyomozó újságírásra is bénítólag hatnak. Itt az ideje, hogy a nemzetközi közösség visszaverje ezeket a civilek ellen intézett támadásokat és megvédje munkájukat, amellyel az erős demokratikus intézményrendszer kiépítésén dolgoznak.”[59]
- 2014. szeptember 19-én Bill Clinton volt amerikai elnök egy tévéműsorban kritizálta Orbán Viktort, miszerint a tekintélyelvű kapitalizmus-modell vonzó a magyar miniszterelnök számára.[60]
- 2014. szeptember 23-án az USA elnöke a sajtóhadjáratnak is köszönhetően a következőket nyilatkozta Magyarországról:

Magyarországtól Egyiptomig vég nélküli szabályozások és nyílt megfélemlítések érik egyre inkább a civil társadalmat. És a világ körül olyan bátor férfiakat és nőket zaklatnak, támadnak, sőt gyilkolnak meg, akik hallatni merik a hangjukat.
- 2014. október 2-án a Washingtonban, az Európai Politikai Elemző Központ által Kelet-Európa atlanti kapcsolatainak tárgyában szervezett konferencián[62], Victoria Nuland az Egyesült Államok külügyminisztériumának európai és eurázsiai ügyekért felelős államtitkár-helyettese súlyos kritikával illette a magyar kormány politikáját.
- 2014. november 7-én minden addiginál súlyosabban támadta címoldalán Orbán Viktort az amerikai New York Times című napilap, mert a lap cikkírói szerint "illiberális" államá akarja tenni Magyarországot.[63]
- 2015. július 16-án az amerikai Szenátus meghallgatásán Tom Malinowski, demokráciáért és emberi jogokért felelős külügyi helyettes államtitkár említette meg a tusnádfürdői beszédet.[64]

### Orbán Viktor illiberális demokráciával kapcsolatos megfogalmazásának utóélete
2015. február 2-án, Angela Merkel német kancellár budapesti látogatása alkalmával, kifogásolta az Orbán Viktor által kifejtett gondolatokat az illiberális demokráciáról. Mint a sajtótájékoztatójukon kijelentette „Nem tudok mit kezdeni az illiberális szóval a demokrácia összefüggésében”. Orbán Viktor válaszában kitartott álláspontja mellett, „a liberalizmus privilégiumot követel magának, amit nem adhatunk meg neki”. 2017 szeptemberében a német kormány pedzegette, hogy megpróbálnak nyomást gyakorolni Magyarországra a migránsok befogadása kapcsán: az uniós források Magyarországtól való megvonását javasolta Heiko Maas német igazságügyi miniszter, arra az esetre, ha a magyar kormány nem hajlandó igazodni a nyugati országok bevándorláspárti politikájához. 2018 májusában a Financial Times szerint Brüsszel arra készül, hogy megvonja az uniós forrásokat azoktól az országoktól, melyek nem tartják be a liberális demokrácia alapelveit.

### Orbán Viktor beszéde az illiberális demokráciáról, mint kereszténydemokráciáról
2018. május 4-én Orbán Viktor a Kossuth Rádióban megerősítette, hogy illiberális demokráciát épít, melyet ezúttal kereszténydemokráciaként aposztrofált: "a mi fölfogásunk szerint nekünk a demokráciának azt a fajtáját érdemes építeni, amit kereszténydemokráciának nevezünk. Tehát mi nem vagyunk liberálisok, és nem liberális demokráciát építünk. (...) Mi itt egy kereszténydemokrácia fölépítésén dolgozunk, európai hagyományokban gyökerező, régi vágású – ezt is mondhatnám – kereszténydemokrácia fölépítésén." 